# Wuzetka
Wuzetka, ciastko „W-Z”, torcik W-Z, WZ, WZK – rodzaj słodkiego ciastka (torciku); wyrób cukierniczy w postaci dwóch blatów kakaowego biszkoptu przełożonych marmoladą, bitą śmietaną, wykończony pomadą czekoladową i udekorowany bitą śmietaną. W praktyce w wielu lokalach gastronomicznych bitą śmietanę zastępuje się rozmaitymi kremami.

## Nazwa i historia powstania
Nazwa deseru powstała na przełomie lat 40. i 50. XX wieku, prawdopodobnie od warszawskiej trasy W-Z, w pobliżu której znajdowała się jedna z cukierni. Przypuszcza się, że ma związek z konkursem na ciastko zorganizowanym pod koniec lat 40. XX wieku przez Cech Rzemiosł Spożywczych.
Według innej teorii nazwa „wuzetka” pochodzi od skrótowca: „WZC”, którego rozwinięcie to „wypiek z czekoladą” albo „WZK” czyli „wypiek z kremem”. Inna sugeruje, że nazwa deseru pochodziła od nazwy pierwszego producenta – Warszawskich Zakładów Ciastkarskich (WZC). Według Jarosława Zielińskiego, deser ten powstał w 1949 roku, jego nazwę zaś wymyślono w 1953, w jednej z kawiarni w pobliżu kina „Muranów”. Według Danuty Szmit-Zawieruchy ciastko zostało nazwane na cześć trasy W-Z, podobnie jak kawiarnia „W-Z”, mieszcząca się w budynku kina „Muranów”. 
W rejonie Radomia, ciastko znane jest jako radomianka. Według tamtejszego oryginalnego przedwojennego przepisu było przyrządzane z kremem na bazie zsiadłego mleka i podawane w restauracji Stanisława Wierzbickiego, lokalu modnego wśród elit Warszawy wybierających się na niedzielne przejażdżki do Radomia po oddaniu do ruchu asfaltowej szosy łączącej oba miasta. Po wojnie wielu radomskich cukierników przyjechało pracować do Warszawy skąd mogli przywieźć recepturę na popularną dzisiaj wuzetkę. Radomiankę upamiętnia jeden z odlewów wykonanych w ramach szlaku Symbole Radomia, umieszczony na chodniku przed radomską łaźnią przy ul. Żeromskiego.
Na początku lat 50. wyłączność na produkcję wuzetek miały wspomniane wyżej Warszawskie Zakłady Ciastkarskie. Wtedy WZC sprzedawały to ciastko wyłącznie w kawiarniach i cukierniach firmowych sieci „Camargo”. Przepis na wuzetkę nigdy nie został zastrzeżony, dzięki czemu w latach 70. została spopularyzowana także poza Warszawą.

## W-Z jako produkt tradycyjny
23 maja 2023 wuzetka została wpisana na listę produktów tradycyjnych w województwie mazowieckim – pod nazwą „ciastko «W-Z» (zwane też: WZ, torcik W-Z, WZK, wuzetka)”. Według oficjalnej specyfikacji torcik ma kształt prostopadłościanu, czasem nawet sześcianu o krawędzi o długości ok. 7 cm. Przełożony jest marmoladą i bitą śmietaną, a z wierzchu udekorowany polewą czekoladową i kleksem z bitej śmietany. Biszkopt ma barwę czekoladowego brązu, jest miękki, wilgotny i sprężysty, a polewa jest ciemniejsza i błyszcząca.

## Opis
Bazę pod ciasto biszkoptowe stanowią mąka pszenna, jajka, cukier i kakao. Po dokładnym wymieszaniu składników ciasto jest poddawane obróbce termicznej w temperaturze ok. 180 °C. Po upieczeniu i ostygnięciu ciasto jest nasączane ponczem. Może to być syrop z cukru, cytryny, zapachu rumowego i spirytusu. Górne powierzchnie dolnego (opcjonalnie) i górnego blatu smaruje się cienko marmoladą lub dżemem, a całość przekłada się bitą śmietaną. Górny blat pokrywany jest dodatkowo pomadą czekoladową. Po zastygnięciu pomada powinna być chrupiąca, będzie to więc np. lukier z czekoladą. Według innej metody przygotowania wuzetki, biszkopt nasącza się czekoladą. Na końcu wuzetkę kroi się na kwadratowe kawałki uzyskując w ten sposób ciastka, które dekoruje się „kleksami” z bitej śmietany wyciśniętej ze szprycy.

## W kulturze masowej
Ciastko było stałą pozycją w menu warszawskich kawiarni okresu PRL, co pokazano m.in. w komedii Miś (1980) Stanisława Barei. W scenie spotkania Ryszarda Ochódzkiego i jego kochanki w kawiarni obsługująca ich kelnerka oświadcza: „Kawa i wuzetka są obowiązkowe dla każdego. Bijemy się o złotą patelnię“.